# Florence by Mills
Florence by Mills (estilizado como florence by mills) es una marca estadounidense de cosméticos. Está asociada con la actriz Millie Bobby Brown, quien adquirió una participación mayoritaria en la empresa matriz a fines de 2020. El nombre se deriva tanto de la bisabuela de Brown, Florence, como del apodo Mills, por Brown misma. La marca también ha incursionado en la fabricación de fragancias y se ha convertido en una submarca dedicada a productos de café, Florence by Mills Coffee.
La marca fue registrada en Delaware el 29 de marzo de 2018 y se lanzó el 25 de agosto de 2019. Es propiedad de Florence Beauty, LLC, y fue lanzada a través de la empresa Beach House Group, responsable de otros negocios asociados a celebridades, como las marcas de Kendall Jenner.

## Historia
Después de ganar notoriedad con Stranger Things, Brown expresó interés en crear su propia marca de maquillaje para adolescentes, específicamente. Brown mencionó que había experimentado con muchas marcas de maquillaje de baja calidad que no eran adecuadas para la piel grasa y sensible de los adolescentes, lo que resultaba en granos y otras dificultades. Florence está dirigida a la Generación Z, y los productos están diseñados para adaptarse a la piel de los jóvenes. La marca se lanzó el 25 de agosto de 2019 y está disponible a través de minoristas como Ulta Beauty y Boots.

### Millie Bobby Brown adquiere la mayoría de las acciones
En diciembre de 2020, el Beach House Group, hasta ese momento propietario mayoritario de la marca, anunció que la familia Brown había adquirido una participación mayoritaria en la empresa, manteniendo el Beach House Group una participación minoritaria en la empresa. Según se informa, no hubo animosidad entre los accionistas, y el CEO del Beach House Group, PJ Brice, afirmó que «No hay duda de que la marca continuará prosperando y expandiéndose, especialmente con la visión de Millie...» Paula Pontes sigue siendo la directora ejecutiva de la marca.

### Lanzamiento del perfume Florence de Mills Coffee
En marzo de 2021, Florence Beauty, la empresa matriz de la marca, firmó un acuerdo de asociación con Give Back Beauty, un grupo italiano de cosméticos y perfumes. A raíz de esto, Florence by Mills anunció el lanzamiento del perfume Wildly Me a fines de 2023, creado en colaboración con el fabricante suizo de perfumes Givaudan. Wildly Me es un eau de toilette y se lanzó el 22 de agosto. Según se informa, estuvo en desarrollo durante más de dos años.
Brown dice que ha sido apasionada por el café «desde que puede recordar», usándolo con frecuencia en el set. Florence by Mills Coffee fue anunciado como una línea de productos en mayo de 2023, estando disponible el día 18 de ese mes. La gama de productos incluye dos «mezclas exclusivas», un café frío y una selección de jarabes de café. Una mezcla exclusiva es de tostado medio, mientras que la segunda es de tostado oscuro. La marca también lanzó un servicio de suscripción con entrega a domicilio. En consonancia con la responsabilidad social corporativa de la marca, los productos están certificados por Alianza para Bosques y el embalaje es reciclable.